# Liotachys
Liotachys is een geslacht van kevers uit de familie van de loopkevers (Carabidae). De wetenschappelijke naam van het geslacht is voor het eerst geldig gepubliceerd in 1871 door Bates.

## Soorten
Het geslacht Liotachys is monotypisch en omvat slechts de volgende soort:
- Liotachys antennatus Bates, 1871